# 08/15 (Redewendung)
08/15 ([nʊlʔaxtˈfʏnft͡seːn] anhörenⓘ; berlinisch nullachtfuffzehn [nʊlʔaxtˈfʊft͡sn̩]) ist eine umgangssprachliche Redewendung, die oft abwertend benutzt wird.
Der Ausdruck ist im deutschsprachigen Raum gebräuchlich und kann wertfrei oder pejorativ (abwertend) gemeint bzw. verstanden werden. Benutzt wird der Ausdruck im Sinne von „ganz gewöhnlich“, „nicht besonders“, „durchschnittlich“, „mittelmäßig“ oder „nicht erwähnenswert“. Unter Duden.de wird „bar jeglicher Originalität, persönlichen Note; auf ein alltäglich gewordenes Muster festgelegt und deshalb Langeweile oder Überdruss erzeugend“ angegeben. Die Redewendung wird eingesetzt, um auf Veraltetes oder Minderwertiges hinzuweisen. Eingeschlossen ist hierbei der Hinweis auf „Billiges“, wenn darin das Standardmäßige oder Gewöhnliche ausgedrückt werden soll. Der Einsatz erfolgt als „indeklinables Adjektiv“ und der Ausdruck besitzt keine Steigerungsform.

## Herkunft

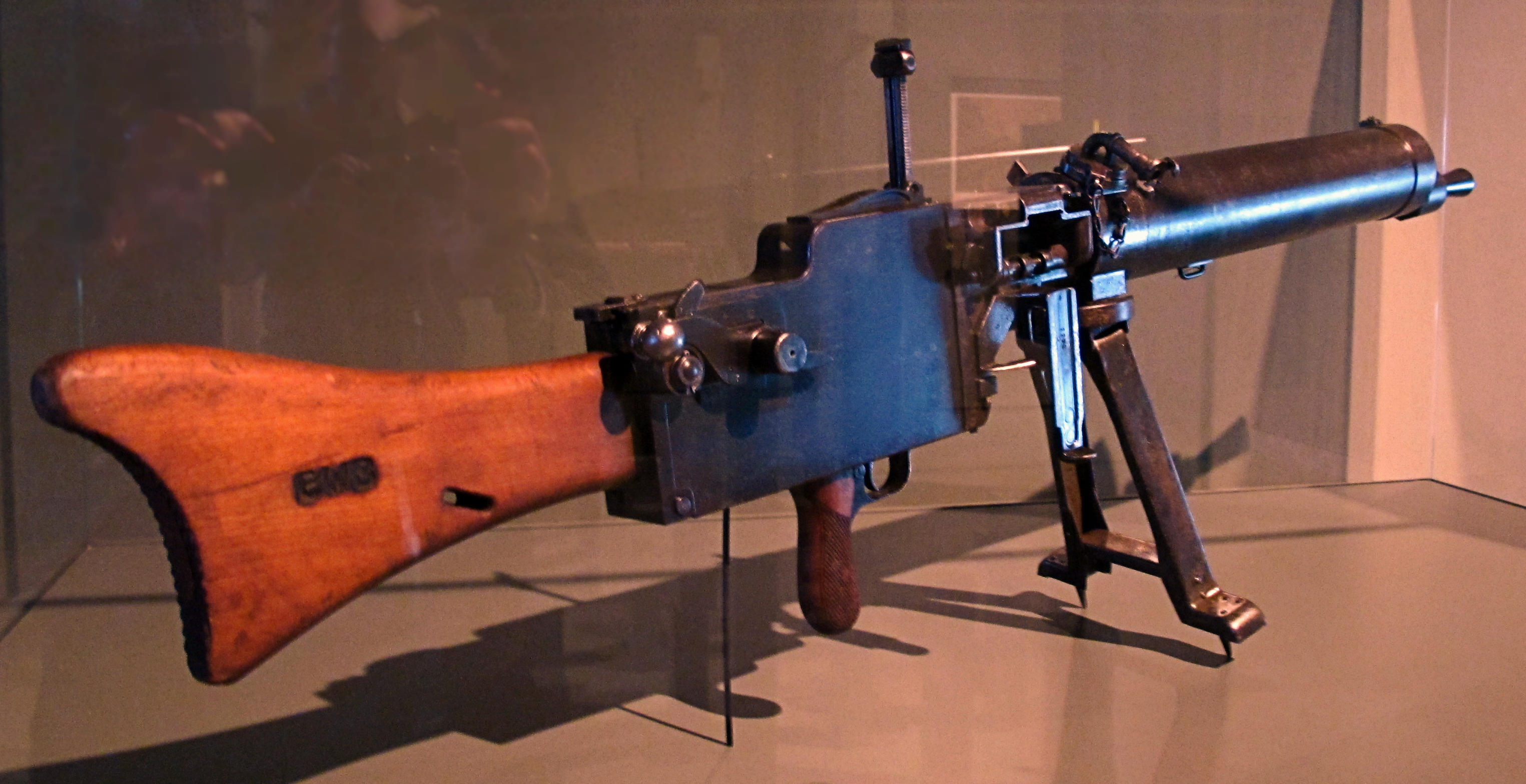
MG 08/15

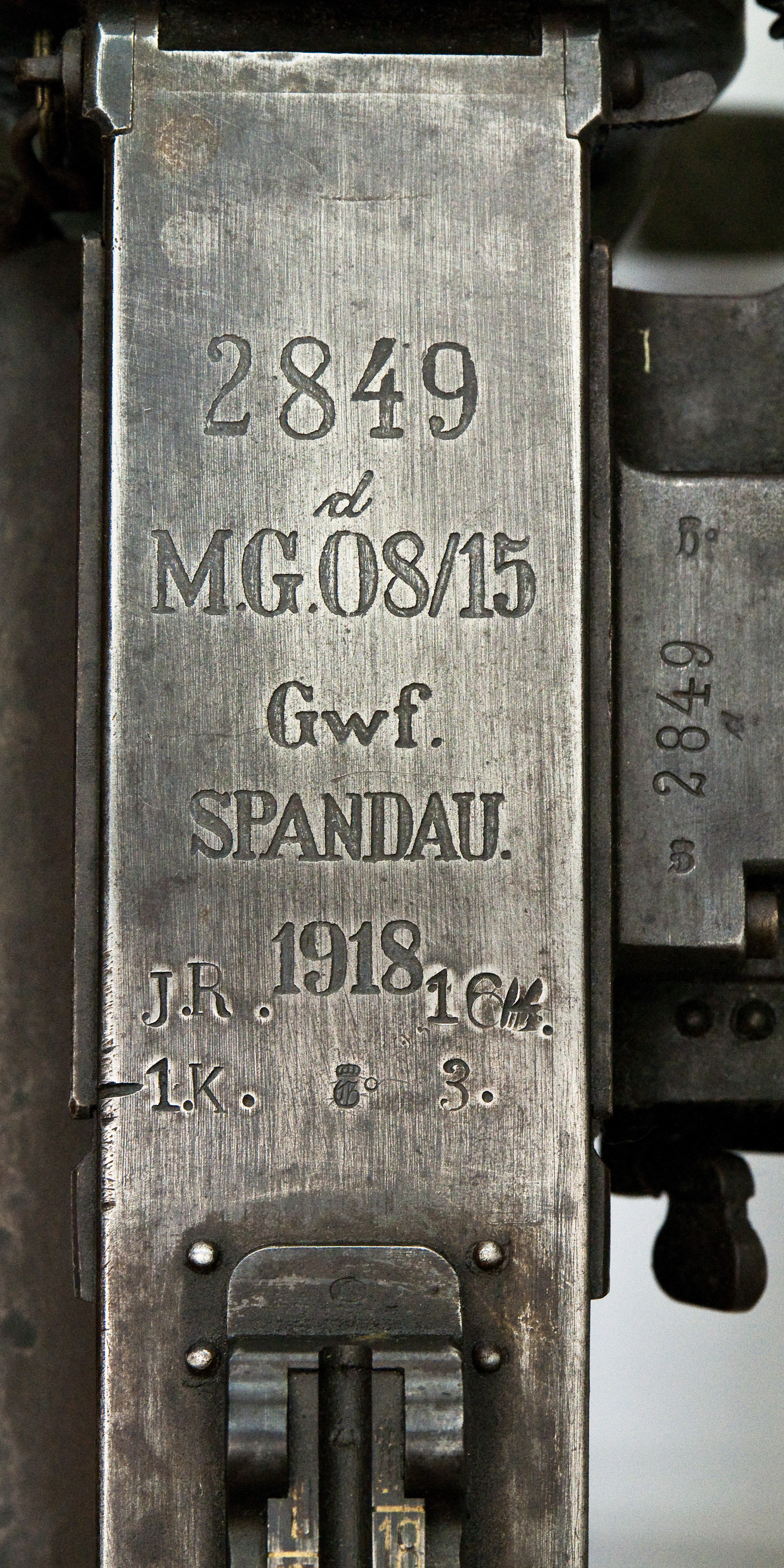
Gravur auf der Oberseite des Gewehrs

Es gibt mehrere Erklärungsansätze zur Entstehung der Redewendung, die im Zusammenhang mit dem Maschinengewehr 08/15 stehen. 08/15 steht für das Einführungsjahr des Ursprungsmodells MG 08, 1908, und für 1915, das Jahr der Weiterentwicklung. Diese Zahlen wurden in die Waffen eingeschlagen.
1. Der erste Ansatz[1] führt die Redewendung darauf zurück, dass im Ersten Weltkrieg die deutschen Soldaten täglich mit diesem Maschinengewehr ein langwieriges und eintöniges Training zu absolvieren hatten. So habe die Bezeichnung 08/15 bei den Soldaten irgendwann für langweilige Routine gestanden, derer sie schon lange überdrüssig geworden waren.
2. Eine andere Erklärung geht auf die Länge des Ersten Weltkrieges zurück und hängt mit der Qualität der Waffen zusammen.  Ab dem Zeitpunkt der Einführung des MG 08/15 nahm die Materialqualität ab und die Fehlerhäufigkeit zu. Mit Äußerungen wie „Die Waffe ist 08/15!“ hätten die Soldaten demnach die Bedeutung „von geringer Qualität“ geprägt.
3. Durch fortschreitende Standardisierung war es möglich, Einzelteile des einschlägig bekannten Maschinengewehrs auch in Fahrrad- oder Schreibmaschinenfabriken herzustellen. Auch die Munition war zu diesem Zeitpunkt schon zwischen verschiedenen Modellen problemlos austauschbar. Der Ausspruch „das ist 08/15“ lässt sich also auch auf einen (durchschnittlichen) Standard beziehen.[2]

Es ist möglich, dass alle genannten Aspekte bei der Entstehung der Redewendung eine Rolle gespielt haben.

## Verwendung
- Verbreitung fand der Begriff zudem durch die 1954 erschienene Romantrilogie 08/15 von Hans Hellmut Kirst. Es war einer der ersten Bestseller der Bundesrepublik und wurde in der Filmreihe 08/15 verfilmt:
  - 08/15 (1954)
  - 08/15 Zweiter Teil (1955)
  - 08/15 in der Heimat (1955)
- In den 1990er Jahren existierte eine Rechtsrock-Band aus Düsseldorf mit dem Namen 08/15, die zu den bekannteren Vertretern dieser Musik zählte
- 1993 führte die Vobis Microcomputer AG eine Serie preisgünstiger PCs unter der Bezeichnung Highscreen 08/15-Series ein, als Logo diente ein Arbeitspferd[3][4]